# Zouïevka
Zouïevka (en russe : Зуевка) est une ville de l'oblast de Kirov, en Russie, et le centre administratif du raïon Zouïevski. Sa population s'élevait à 11 065 habitants en 2013.

## Géographie
La ville est située sur la rive droite de la rivière Viatka, à 88 km à l'est de Kirov. 

## Histoire

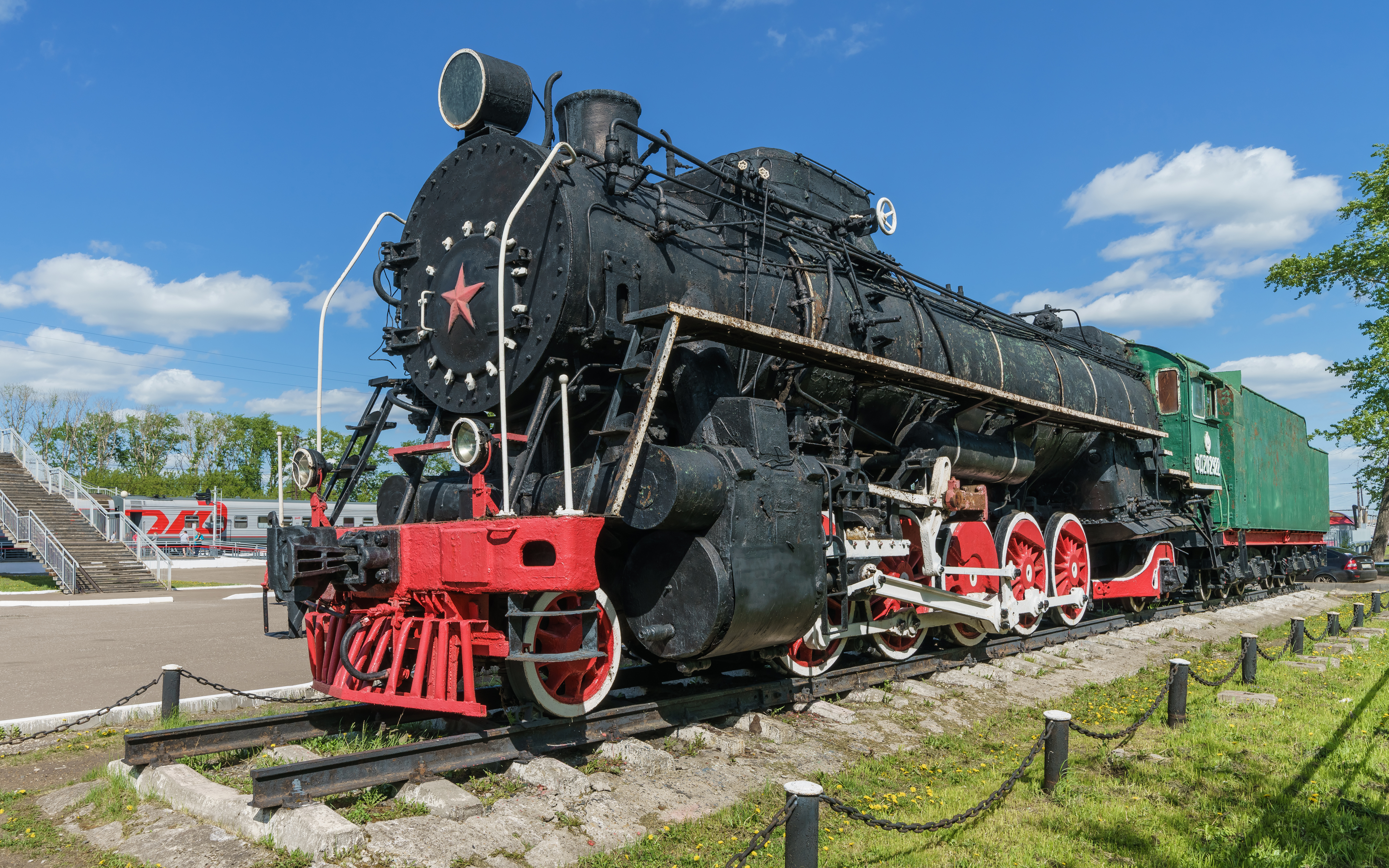
Locomotive FD20 exposée à la gare de Zouïevka. Photo mai 2019.

Zouïevka fut en 1899 une nouvelle gare sur la voie ferrée Perm – Kotlas. La gare prit le nom du village le plus proche. Elle a le statut de ville depuis 1944.

## Population
Recensements (*) ou estimations de la population
| 1926* | 1939*  | 1959*  | 1970*  | 1979*  |
| ----- | ------ | ------ | ------ | ------ |
| 3 651 | 12 440 | 19 903 | 17 001 | 16 162 |

| 1989*  | 2002*  | 2010*  | 2012   | 2013   |
| ------ | ------ | ------ | ------ | ------ |
| 16 112 | 12 600 | 11 198 | 11 150 | 11 065 |